# Canal+ Thématiques
 (mai 2025).
Si vous disposez d'ouvrages ou d'articles de référence ou si vous connaissez des sites web de qualité traitant du thème abordé ici, merci de compléter l'article en donnant les références utiles à sa vérifiabilité et en les liant à la section « Notes et références ».
 Canal+ Thématiques (anciennement Ellipse Câble puis MultiThématiques) est une filiale du groupe Canal+ créée en 1988, spécialisée dans l'édition de chaînes de télévision thématiques diffusées par câble, par satellite et IPTV sur les offres Canal+.
Elle est la société éditrice des chaînes Ciné+ OCS, Comédie+, CStar Hits France, Deutsche Grammophon+, Olympia TV, Paris Fashion, Piwi+, Planète+, Planète+ Aventure, Polar+, Seasons et Télétoon+. Elle est également actionnaire de Mezzo et Planète+ Crime.

## Histoire
Ellipse Câble a été créé le 1er août 1988[source insuffisante].
Le 20 septembre 1995, MultiThématiques succède à Ellipse Câble avec TeleCommunications International inc. et Générale d'images afin de développer les chaînes du groupe à l'international.
Jusqu'en 2013, MultiThématiques est détenue à 100 % par Canal+ France, filiale à 20 % de Lagardère SCA et à 80 % du groupe Canal+, elle-même filiale à 100 % du groupe Vivendi. Depuis 2014, MultiThématiques est une filiale du groupe Canal+.
A la date du 31 janvier 2020, la société MultiThématiques a été absorbée par voie de fusion par la société Planète Cable. La dénomination de la société Planète Cable a été modifiée en Canal+ Thématiques.

### Évolution du logotype

Logo de MultiThématiques de 1996 à 2004.
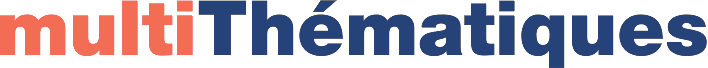
Logo de MultiThématiques de 2004 à 2011.
Logo de MultiThématiques de 2011 à 2020.
Logo de Canal+ Thématiques depuis 2020.

## Activités

### Audiovisuel
Les chaînes opérées par MultiThématiques en France sont :
- Le Bouquet Ciné+ OCS :
  - OCS
  - Ciné+ Frisson
  - Ciné+ Émotion
  - Ciné+ Family
  - Ciné+ Festival
  - Ciné+ Classic

- Les chaînes de divertissement :
  - Comédie+
  - Polar+
  - Olympia TV

- Les chaînes jeunesse :
  - Piwi+
  - Télétoon+
  - Télétoon+1

- Les chaînes découverte :
  - Planète+
  - Planète+ Crime (actionnaire majoritaire avec 66 % du capital, avec France Télévisions)
  - Planète+ Aventure (anciennement Planète Future, Planète Choc, Planète No Limit, Planète+ No Limit puis Planète+ A&E)
  - Seasons

- La chaine Guide des programmes :
  - À voir ce soir

Chaînes n'appartenant plus au groupe : 
- Eurochannel
- Monte-Carlo TMC

Chaînes disparues : 
- CinéCinéma Info (anciennement Allociné TV puis Ciné Info)
- Planète Juniors (anciennement Ma Planète), (actionnaire majoritaire avec 66 % du capital)
- Ciné+ Star (disparue le 31 aout 2013)
- Maison+ (anciennement Du Côté de chez vous TV puis Télé Maison), (disparition le 27 mars 2015)
- Cuisine+ (anciennement Cuisine.TV), (MultiThématiques 66 %, RF2K 34 %, disparition le 26 juin 2015)
- Jimmy (anciennement Canal Jimmy), (disparition le 26 juin 2015)
- Sport+ (anciennement AB Sports puis Pathé Sport), (disparition le 27 juin 2015)
- Planète+ Thalassa (anciennement Planète 2, actionnaire majoritaire avec 66 % du capital), (disparition le 1er janvier 2016)
- TV Sport puis Eurosport France de mars 1984 au 31 janvier 2001.
- Campus Bac, chaîne événementielle pendant la période du baccalauréat

Planète+ a été retenue par CSA pour faire partie de l'offre payante de la télévision numérique terrestre en France. Elle est accessible dans le Minipack de Canalsat pour la TNT au prix de 12,90 €/mois (avec Paris Première et LCI).

### Déclinaisons
MultiThématiques décline ses chaînes dans les DOM-TOM français ainsi que dans d’autres pays dont la Pologne, le Canada et précédemment en Espagne, Italie et Allemagne et en Afrique via Canal+ International.